# Fuchs Oil Rally Agropa 2012
Fuchs Oil Rally Agropa 2012 byla 33. ročník Rally Pačejov, 6. soutěž Mistrovství České republiky v rallysprintu. Soutěž měla naplánovaných 8. asfaltových rychlostních zkoušek, které se měly jezdit 11. srpna 2012. V sobotu 11. srpna startovala první rychlostní zkouška v 8 hodin a 44 minut.

## Úvod
Rally Pačejov se jela jako 33. ročník. Soutěž začala již v sobotu ráno první rychlostní zkouškou. V sobotu se jelo 8. rychlostních zkoušek, které měřily 80,74 km.

## Průběh soutěže
Soutěž již od začátku měla velkého favorita a to Tomáše Kostku. První zkoušce sice vyhrál Německý jezdec Matthias Kahle ale od druhé rychlostní zkoušky byl Tomáš Kostka k neporažení a jednoznačně si dojel pro další vítězství. Druhou příčku obsadil Jan Sýkora a 3 pozici obsadil Matthias Kahle.

## Pořadí v RZ
| Den                  | Zkouška | Čas   | Jméno                       | Délka    | Vítěz          | Čas    | Avg. spd.  | Vedení v soutěži |
| -------------------- | ------- | ----- | --------------------------- | -------- | -------------- | ------ | ---------- | ---------------- |
| 1. Etapa (11. srpna) | RZ1     | 08:44 | Horažďovice př. - Komušín 1 | 5,05 km  | Matthias Kahle | 3:14,7 | 93,4 km/h  | Matthias Kahle   |
| 1. Etapa (11. srpna) | RZ2     | 09:01 | Čečelovice - Čečelovice 1   | 16,17 km | Tomáš Kostka   | 3:51,2 | 114,9 km/h | Tomáš Kostka     |
| 1. Etapa (11. srpna) | RZ3     | 10:56 | Doubravice - Chrášťovice 1  | 3,61 km  | Tomáš Kostka   | 5:43,1 | 123,5 km/h | Tomáš Kostka     |
| 1. Etapa (11. srpna) | RZ4     | 11:57 | Strážovice - Nehodív 1      | 16,61 km | Tomáš Kostka   | 3:51,2 | 114,9 km/h | Tomáš Kostka     |
| 1. Etapa (11. srpna) | RZ5     | 12:35 | Horažďovice př. - Komušín 2 | 7,51 km  | Tomáš Kostka   | 3:05,6 | 98,0 km/h  | Tomáš Kostka     |
| 1. Etapa (11. srpna) | RZ6     | 12:50 | Čečelovice - Čečelovice 2   | 22,42 km | Tomáš Kostka   | 8:44,7 | 110,9 km/h | Tomáš Kostka     |
| 1. Etapa (11. srpna) | RZ7     | 14:52 | Doubravice - Chrášťovice 2  | 3,61 km  | Tomáš Kostka   | 5:41,0 | 124,3 km/h | Tomáš Kostka     |
| 1. Etapa (11. srpna) | RZ8     | 15:47 | Strážovice - Nehodív 2      | 16:61 km | Tomáš Kostka   | 3:51,2 | 114,9 km/h | Tomáš Kostka     |

## Výsledky
| Poz. | Jezdec             | Spolujezdec      | Auto                        | Čas     | Rozdíl  | Body     |
| ---- | ------------------ | ---------------- | --------------------------- | ------- | ------- | -------- |
| 1.   | Tomáš Kostka       | Zdeněk Hrůza     | Citroën C4 WRC              | 43:08,1 |         | 30       |
| 2.   | Jan Sýkora         | Martina Škardová | Mitsubishi Lancer Evo IX R4 | 44:18,1 | +1:10,0 | 24       |
| 3.   | Matthias Kahle     | Christian Dohle  | Škoda Fabia WRC             | 44:21,5 | +1:13,4 | Neboduje |
| 4.   | Jan Dohnal         | Jakub Venclík    | Peugeot 207 S2000           | 45:07,7 | +1:59,6 | 19       |
| 5.   | Martin Bujáček     | Petra Řiháková   | Mitsubishi Lancer Evo IX    | 45:19,4 | +2:11,3 | 15       |
| 6.   | Jaroslav Orsák     | David Šmeidler   | Mitsubishi Lancer Evo IX    | 45:20,3 | +2:12,2 | 12       |
| 7.   | Martin Hudec       | Petr Picka       | Mitsubishi Lancer Evo IX    | 45:21,7 | +2:13,6 | 10       |
| 8.   | Antonín Tlusťák    | Jan Škaloud      | Mitsubishi Lacner WRC 05    | 45:36,5 | +2:28,4 | 9        |
| 9.   | Miroslav Plíhal    | Jiří Stross      | Škoda Octavia WRC           | 45:42,8 | +2:34,7 | 8        |
| 10.  | Václav Kopáček jr. | Tomáš Singer     | Subaru Impreza STi          | 45:48,3 | +2:40,2 | 7        |
| 11.  | Lumír Firla        | Michal Večerka   | Mitsubishi Lancer Evo VII   | 46:16,9 | +3:08,8 | 6        |
| 12.  | Jaroslav Pešl      | Roman Pešek      | Mitsubishi Lancer Evo IX    | 46:17,3 | +3:09,2 | 5        |
| 13.  | Andriy Chepil      | Jan Paulik       | Mitsubishi Lancer Evo IX    | 46:25,1 | +3:17,0 | 4        |
| 14.  | Jan Černý          | Pavel Kohout     | Citroën DS3 R3T             | 46:40,0 | +3:31,9 | 3        |
| 15.  | Petr Trnovec       | Miroslav Staněk  | Mitsubishi Lancer Evo IX    | 47:07,9 | +3:59,8 | 2        |
| 16.  | Robert Adolf       | Petr Gross       | Mitsubishi Lancer Evo IX    | 47:15,1 | +4:07,0 | 1        |